# Nậm Khánh
Nậm Khánh là một xã thuộc huyện Bắc Hà, tỉnh Lào Cai, Việt Nam.
Xã Nậm Khánh có diện tích 25,31 km², dân số năm 1999 là 1.054 người, mật độ dân số đạt 42 người/km².
Toàn xã có 4 thành phần dân tộc: người Dao chiếm trên 60 % dân số, còn lại là người La Chí, Nùng, Kinh.